# Вылчитранский клад

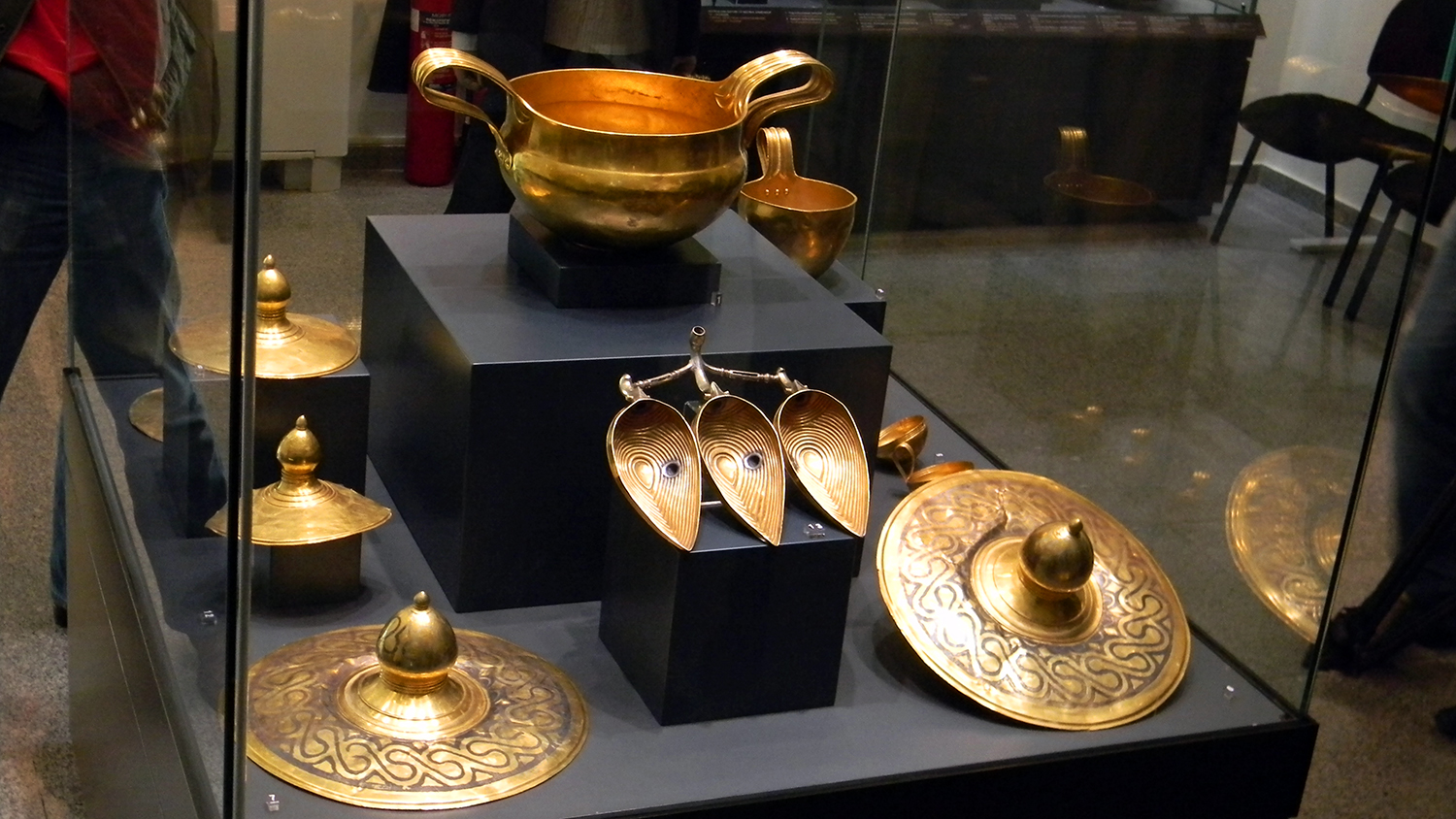
Копии предметов из Вылчитранского клада в Плевенском региональном историческом музее. Оригинал хранится в Национальном археологическом музее Болгарии, г. София.

Вылчитранский клад (болг. Вълчитрънско златно съкровище) был найден в 1924 г. двумя братьями Тодором и Николой Цветановыми 28 декабря 1924 года в урочище Долгите лозя, невдалеке от деревни Вылчитран (или Вылчитрын) в 22 км к юго-востоку от Плевена в Болгарии.
Клад состоит из 13 сосудов различной формы и размера, общей массой 12,5 кг:
- два круглых блюда
- пять круглых куполообразных предметов, из них два с центральными ручками
- три чашки с ручками
- кувшин с ручкой
- три сосуда листовидной формы с ручками
- чаша с двумя ручками (4,5 кг золота)

В золоте содержится естественная примесь серебра 9,7 %.
Археологи датируют клад 1300 г. до н. э., то есть эпохой фракийцев.
В настоящее время клад является одним из наиболее ценных экспонатов Национального археологического музея Болгарии в Софии.